# 鳥や蜂

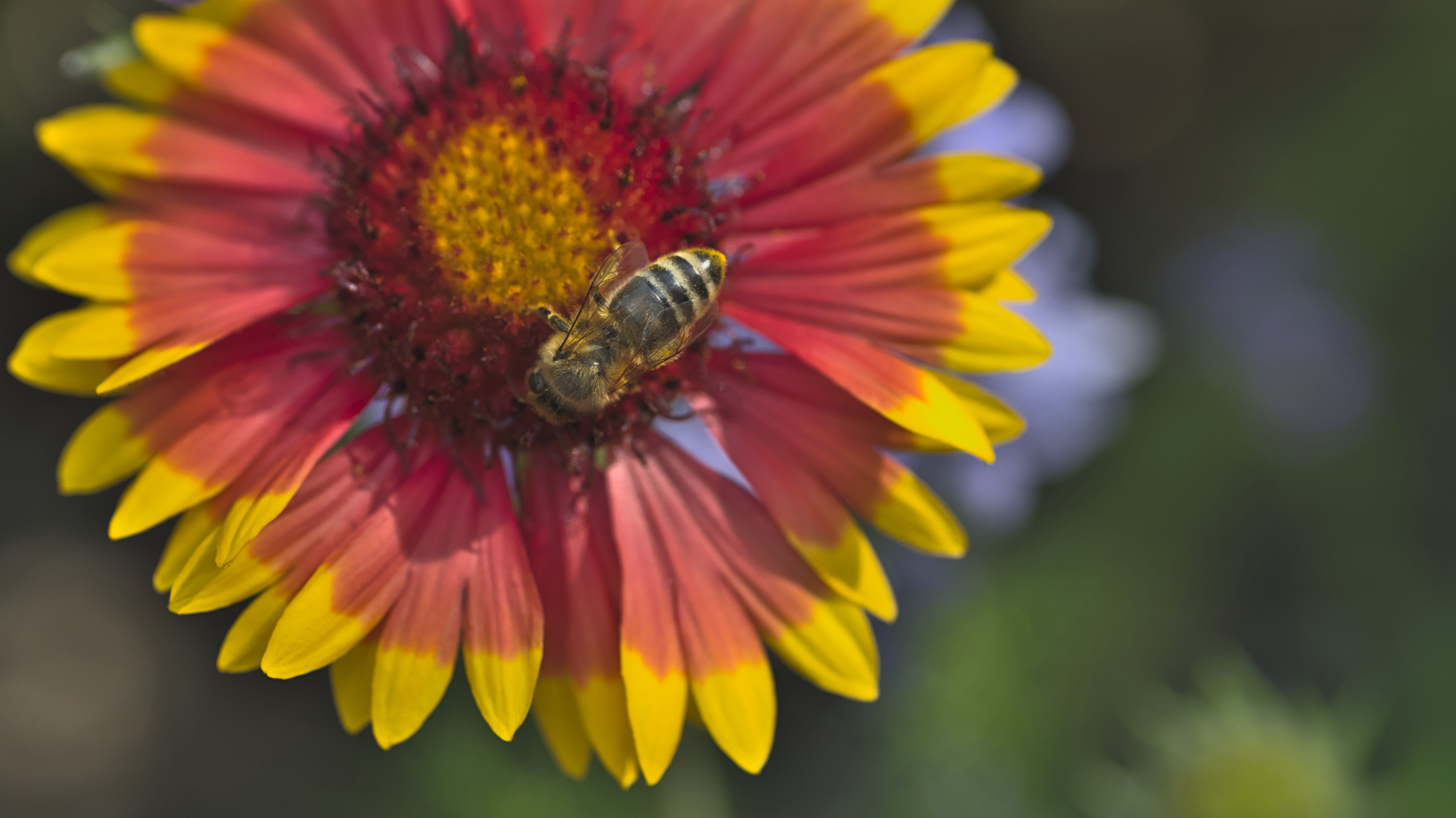
花にとまる蜂

「鳥や蜂」（とりやはち、英語: the birds and the bees）とは英語圏で子どもなどに対してセックスについて話す際、しばしば口語的に使用される婉曲な言い方である。「人生の現実」("the facts of life") という言葉も使用されることがある。両親が子どもに性交渉と生殖について説明するときに使われる。性教育の中で「鳥や蜂」を引き合いに出し、容易に観察できる自然の出来事に言及しながら性交渉のメカニズムや結果について子どもに説明する。たとえば蜂は送粉者として花粉を花に運ぶが、これは観察しやすく説明しやすい受精の類似現象である。メスの鳥が卵を生むのも、同様に観察しやすく説明しやすい排卵の類似現象となる。

## 起源
言語の調査を行っているウィリアムとメアリー・モリスによると、この単語は詩人のサミュエル・テイラー・コールリッジの言葉などからヒントを得たものかもしれない。1825年にコールリッジの詩 "Work Without Hope" に「蜂は動き、鳥は飛ぶ」"The bees are stirring—birds are on the wing" という一節がある。
エマ・フランセス・エンジェル・ドレイク博士は1909年に刊行されたThe Story of Lifeという刊行物の一節を執筆した。この節が後に取り上げられて20世紀初頭に優生学運動の産物であるSafe Counselという刊行物に再録された。著者は自分の娘たちにコマドリの巣で見つかった卵について語っているが、この話は実際の性行為のことには触れずにあいまいな言葉で続いている。後の箇所で著者は生殖における父親の役割について述べるところで蜂に触れている。Safe Counselは19世紀末から1930年までに少なくとも40回増刷されており、「鳥や蜂」という婉曲な言い方の広まりに貢献できるくらいは頒布されていたと考えられる。

## 大衆文化における「鳥や蜂」

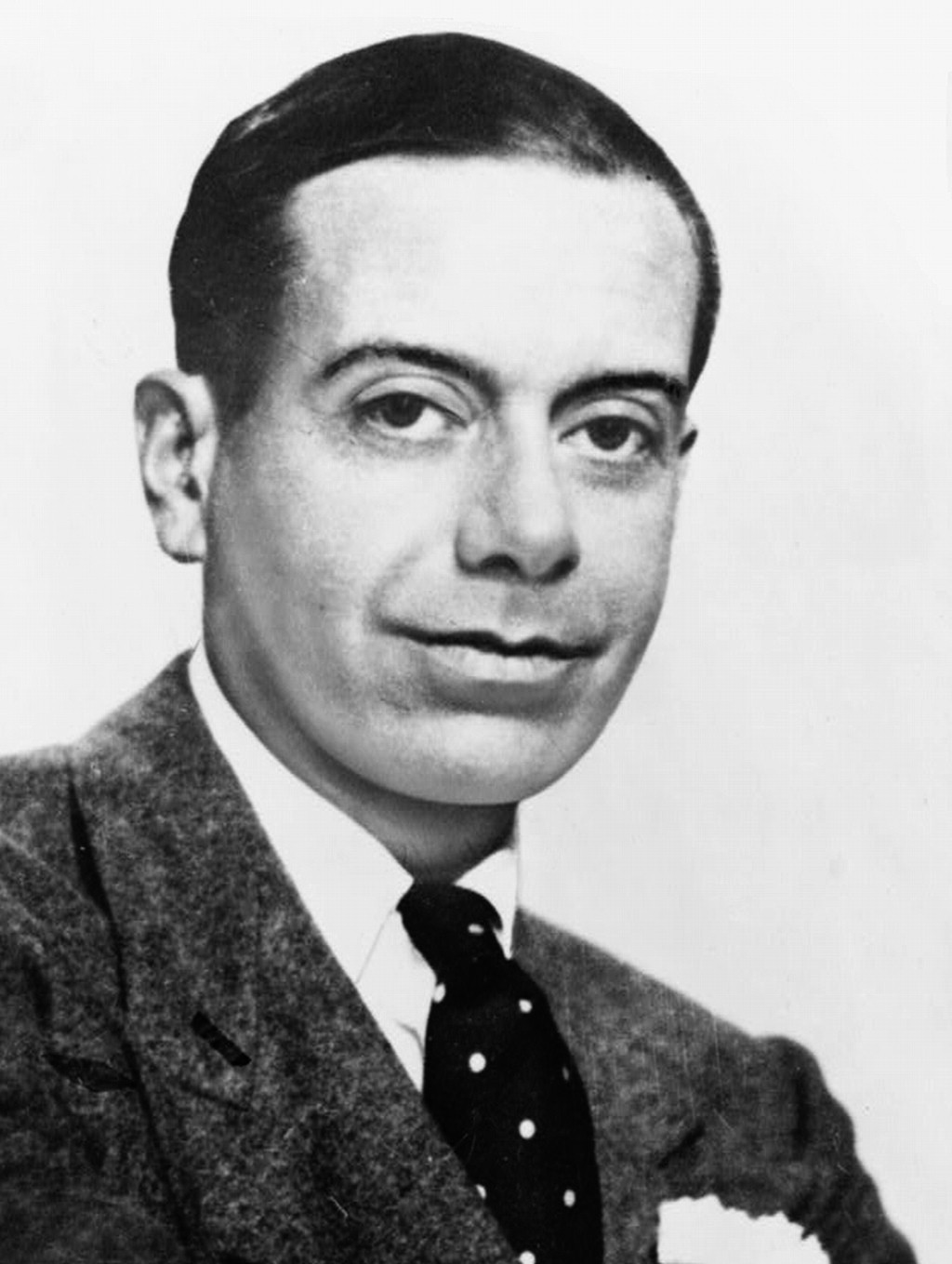
コール・ポーター

コール・ポーターの"Let's Do It, Let's Fall in Love"には「そんなわけで鳥もやってるし、蜂もやってる」("And that's why birds do it, bees do it") という歌詞がある。ポーターが1928年に発表したバージョンではサビに "Chinks" や "Japs" などの差別的な言葉が含まれていたが、1941年から1954年の間のいつ頃かに歌詞が変更された。これはCBSのすすめによるものであり、さらにNBCが新しい「鳥と蜂」を入れた歌詞を採用したことによるものであった。
キャッツキル山地に住んで活動する博物学者のジョン・バロウズは "Birds and Bees: Essays" という小冊子を書いており、その中で子どもでもわかるように自然の営みを説明している。
1965年にジュエル・エイケンズの "The Birds and the Bees" がチャート3位のヒット曲となった。
『ディック・ヴァン・ダイク・ショー』の1965年のエピソードには、子どもの性教育を扱った "Go Tell the Birds and the Bees" というものがある。
アメリカのインディポップデュオであるザ・バード・アンド・ザ・ビーの名前はここからとられている。
2017年のミュージカル『シックス』では、ヘンリー8世の妻キャサリン・ハワードが歌う "All You Wanna Do" に男性が自分に対して「鳥や蜂」をしたがるという歌詞がある。